# Fairey Fawn
Fairey Fawn byl prvním lehkým denním bombardérem, který byl zařazen do výzbroje RAF ve dvacátých letech jako úplně nový typ. Tato přestavba experimentálního obojživelného letadla Fairey Pintail měla původně sloužit pro průzkum. Prototyp Mk I. (první let 1923) byl dvouplošník s hranatým trupem a masivním podvozkem. Po něm následovaly dva prototypy Mk II. s delším trupem a lepší podélnou stabilitou. Typ Mk II. se osvědčil jako bombardér. V roce 1923 byla přijata objednávka na 48 strojů, jejichž dodávka započala v lednu 1924. Do výroby byla zařazena další série dvaceti strojů Fawn Mk III, které byly postaveny do roku 1926. V roce 1924 bylo všech 6 letek denních bombardérů ve Velké Británii vyzbrojeno typem Airco D.H.9A. Z nich 11., 12. a 100. peruť byly přezbrojeny typem Fawn. Toto letadlo používaly i dvě nové bombardovací perutě - 503 a 603.

## Specifikace

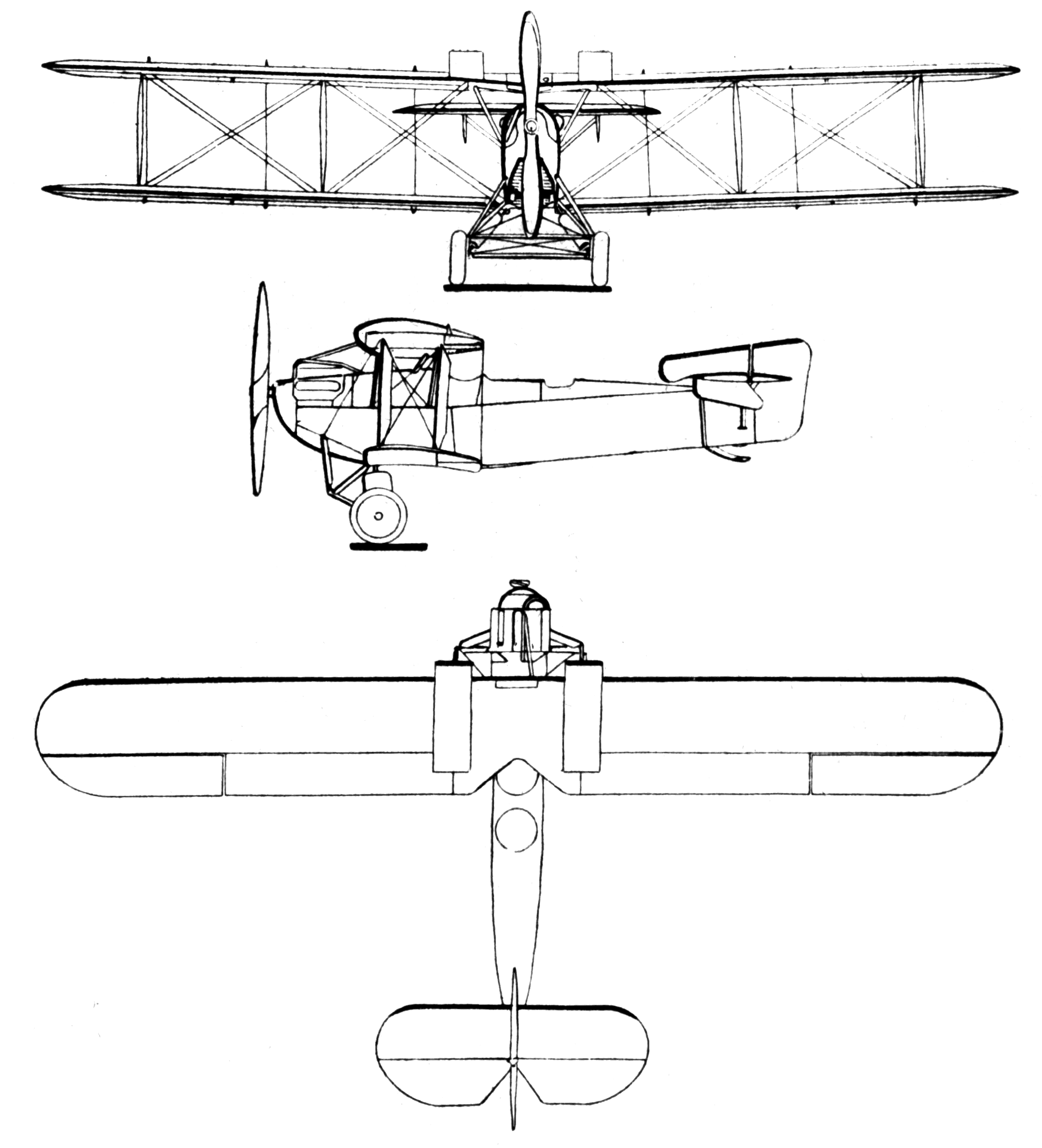
Třípohledový nákres

- Technické údaje: Dvoumístný lehký denní bombardér
- Rozpětí: 15,21 m
- Délka: 9,78 m
- Pohon: pístový motor Napier Lion II o výkonu 350 kW
- Výzbroj: dva kulomety ráže 7,7 mm a max 209 kg bomb na závěsnících.
- Max. vzletová hmotnost: 2646 kg
- Max. rychlost: 183 km/h v úrovni mořské hladiny
- Dolet: 1045 km